# The Town I Loved So Well
"The Town I Loved So Well" is een lied geschreven door Phil Coulter over zijn jeugd in Derry, Noord-Ierland. 

## Inhoud
De eerste drie coupletten gaan over de eenvoudige levensomstandigheden in Derry waar hij opgroeide, terwijl de laatste twee the Troubles behandelen, een klaagzang hoe zijn thuis een gewelddadig oord vol militairen werd. 

## Covers
Het is gecoverd door The Dubliners, Luke Kelly, Paddy Reilly, Dexys Midnight Runners, The High Kings, Pierre Bensusan and The Irish Tenors. Tri Yann, een Bretonse band, heeft in het Frans vertaald als "La Ville que J'ai Tant Aimée" uitgebracht. De Duitse versie heet Kleine Stadt door Hannes Wader.